# La MaMa Experimental Theatre Club

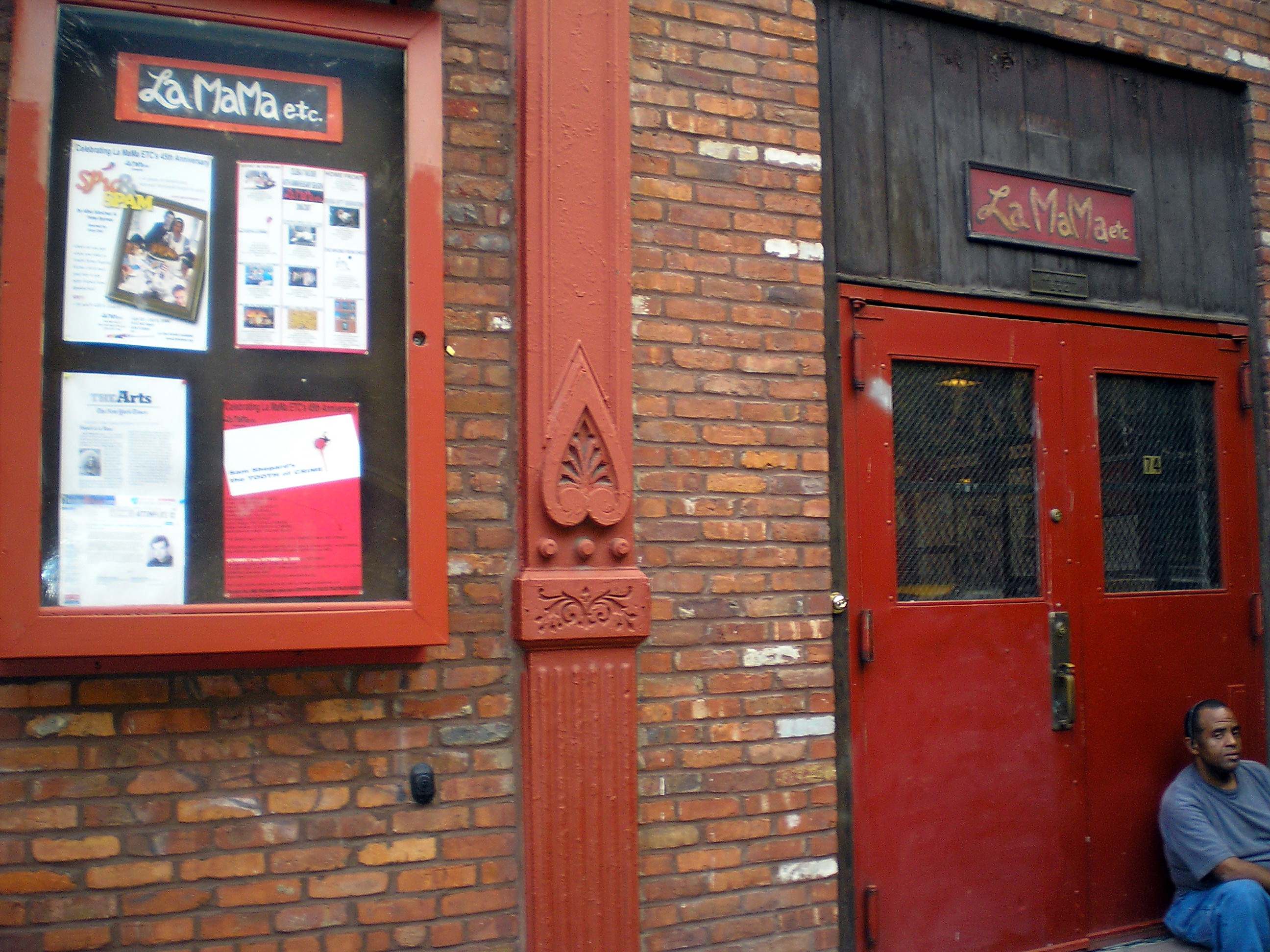
Le « La Mama Theatre »

La MaMa Experimental Theatre Club (La MaMa E.T.C.) est une organisation culturelle non lucrative basée dans East Village, sur l'île de Manhattan (New York). Elle est une des premières scène théâtrales des établissements de l'Off-Off-Broadway. La compagnie gagne le Drama Desk Special Award en 1980. Sa fondatrice, Ellen Stewart, est la récipiendaire du « MacArthur Fellowship » (ou Genius Award)

## Personnalités ayant travaillé ou joué au La MaMa Theatre
- Robert De Niro
- Al Pacino
- Harvey Keitel
- Jackie Curtis
- Danny DeVito
- Diane Lane
- Billy Crystal
- Patti Smith
- Nick Nolte
- Sam Shepard
- Andrei Şerban
- Virlana Tkacz
- Lisa Edelstein
- Lanford Wilson
- Judith Malina
- Larrio Ekson
- Julie Bovasso